# Pheidologeton silvestrii
Pheidologeton silvestrii är en myrart som beskrevs av Wheeler 1929. Pheidologeton silvestrii ingår i släktet Pheidologeton och familjen myror. Inga underarter finns listade i Catalogue of Life.